# Echo (You and I)
"Echo (You and I)" är en musiksingel från den fransk-indonesiska sångerskan Anggun och var Frankrikes bidrag till Eurovision Song Contest 2012. Låten är skriven av William Rousseau och Jean-Pierre Pilot. Hela låten kunde för första gången höras den 29 januari 2012 på France 3's hemsida. Nästa dag släpptes den till försäljning digitalt. Den officiella musikvideon hade premiär den 14 mars. Låten debuterade på plats 109 på den franska singellistan den 14 april 2012.
Den 19 mars släpptes en ungersk-fransk version av låten med titeln "Visszhang (You and I)" som en duett med den ungerska sångaren Viktor Varga.
Låten framfördes i finalen den 26 maj. Bidraget hamnade på 22:a plats och fick 21 poäng.

## Versioner
1. "Echo (You and I)" – 3:03[2]
2. "Echo (You and I)" (karaokeversion) – 3:01[8]
3. "Echo (You and I)" [Anton Wick Remix] – 3:17[9]

## Listplaceringar
| Lista (2012) | Topplacering |
| ------------ | ------------ |
| Frankrike    | 75           |
| Belgien      | 45           |